# Wojciech Bobowski
Wojciech Bobowski (w piśmiennictwie także: Ali Bej, Ali Ufki, Ali Ufki Bey, Albert Bobowski, Alberto Bobovio, Alberto Bobovio Leopolitano, Albertus Bobovius i in.; ur. ok. 1610 we Lwowie, zm. ok. 1675 w Stambule) – muzyk, poeta, nauczyciel języka i kultury tureckiej, tłumacz dyplomatyczny w służbie sułtańskiej polskiego pochodzenia.
Jego zbiory notacji muzycznej są postrzegane jako jedno z najważniejszych źródeł dla muzykologii tureckiej. Spisał ponad 500 utworów muzyki osmańskiej XVII wieku używając zmodyfikowanej przez siebie europejskiej notacji muzycznej.

## Życiorys
Urodził się ok. 1610 r. najprawdopodobniej we Lwowie. Tam też prawdopodobnie zdobył gruntowne wykształcenie w zakresie muzyki i języków obcych. Według większości podań dostał się do niewoli podczas jednego z najazdów Tatarów na wschodnie ziemie Rzeczypospolitej. Następnie trafił na dwór sułtana osmańskiego, gdzie przeszedł na islam i przyjął imię علي افقي – Alī Ufqī. Służył jako muzyk dworski i nauczyciel muzyki w pałacu Topkapı w Stambule.
Po około 20 latach pobytu w pałacu uzyskał wolność i zamieszkał w Stambule, w dzielnicy Pera (dziś: Beyoğlu). Zaczął pracować jako tłumacz, nauczyciel języka tureckiego, pośrednik i informator. Miał zdolności lingwistyczne. Poza polskim i tureckim znał być może nawet 15 języków, w tym: francuski, angielski, włoski, grekę i łacinę.
Utrzymywał kontakty z wieloma europejskimi dyplomatami, misjonarzami i orientalistami. Współpracował też z przedstawicielami osmańskiej elity intelektualnej. Dokonywał przekładów na turecki ważnych dzieł piśmiennictwa europejskiego, w tym Biblii.
Wojciech Bobowski zmarł prawdopodobnie w Stambule, około 1675 r.

## Dzieła
Bobowski przetłumaczył na język turecki Katechizm anglikański, Biblię oraz Janua linguarum reserata Komeńskiego.
Jest autorem gramatyk i słowników języka tureckiego.
Jego prace znajdują się w europejskich bibliotekach, m.in. w British Library w Londynie, Bibliothèque nationale w Paryżu, Bodleian Library w Oxfordzie, Bibliotece Uniwersytetu w Lejdzie.

## Psałterz genewski – Mezmurlar
Prawdopodobnie około 1665 r. Ali Ufki stworzył tureckie tłumaczenie i opracowanie muzyczne pierwszych czternastu psalmów z Psałterza genewskiego, znane jako Mezmurlar lub Mezmuriyye.
W 2005 r. King’s Singers wraz z Sarband wydali płytę zatytułowaną Sacred Bridges, która zawiera nagrania Psalmów 5, 6, 9 w opracowaniu Alego Ufki. W 2010 r. ukazał się album One God: Psalms and Hymns from Orient & Occident, gdzie znalazł się Psalm 1, 2, 5 i 10 autorstwa Ali Ufki i Claude’a Goudimela. Wykonawcy to Ahmet Özhan, Robert Crowe, zespoły L’Arte del Mondo i Pera Ensemble ze Stambułu.

## Osiągnięcia muzyczne
Ocenienie jego osiągnięć dla muzykologii tureckiej było możliwe dzięki odnalezieniu dwóch rękopisów zawierających ponad 500 utworów zapisanych w europejskiej notacji muzycznej. Znane są jako Mecmûa-i Sâz ü Söz („Zbiór utworów wokalnych i instrumentalnych”) oraz MS Turc 292. Zbiory te, które uznać można za „antologię” muzyki osmańsko-tureckiej XVII wieku, zawierają zarówno sakralne, jak i świeckie utwory tureckiej muzyki wokalnej i instrumentalnej. Rękopisy przechowywane są w British Library i Bibliothèque Nationale.
Wojciech Bobowski położył prawdziwe zasługi na polu muzykologii. Niemiecki naukowiec Kurt Reinhard dowodzi, że ww. rękopisy to najstarsze dokumenty dotyczące osmańskiej muzyki i z tego powodu, ich wartość jest nieoceniona. Rękopis zawiera także podobno ciekawe wzmianki o życiu muzycznym na sułtańskim dworze.
W ocenie współczesnego tureckiego naukowca Cema Behara „odnoszące się do muzyki dzieła nawróconego na islam Polaka Wojciecha Bobowskiego (są najważniejszymi źródłami tureckiej klasycznej muzyki XVI i XVII w.)”.

## Inne dzieła Bobowskiego
Przetłumaczył Janua Linguarum Reserata Jana Amosa Komenskego na język turecki.
Jego opis pałacu Topkapı, napisany po włosku, w 1686 r. został przetłumaczony na język francuski przez ambasadora Francji P. Girardina. U schyłku XX w. w opracowaniu A. Berthier i S. Yerasimos jako Relation du Sérail du Grand Seigneur wydany został we Francji co najmniej dwukrotnie (1999, 2000). Pozycja ta w tłumaczeniu na język turecki ukazała się również w Turcji. Niemiecka wersja opisu pałacu Bobowskiego, przetłumaczona przez Nicolausa Brennera (1667) również ukazała się ostatnio w tureckim tłumaczeniu.
W 2023 roku opis pałacu Topkapi Bobowskiego pt. Serai Enderum (1665) ukazał się w języku polskim w opracowaniu Agaty Pawliny.
Bobowski może być uznawany za prekursora badań religioznawczo-etnologicznych. Angielski uczony Thomas Hyde, nie tylko wiele miejsca poświęcił mu w wydanej w 1691 r. broszurze o religii i zwyczajach Turków, ale także dołączył do niej cztery napisane po łacinie rozprawki Bobowskiego z tego zakresu.